# سیرانوش لازیان

سیرانوش پوغوسی لازیان (ارمنی: Սիրանուշ Պողոսի Լազյան؛ انگلیسی: Siranush Lazyan؛ ۱۹ ژوئن ۱۹۸۶) یک بازیگر اهل ارمنستان است. وی از سال میلادی تا کنون فعالیت می‌کند.

## زندگی‌نامه
وی در ۱۹ ژوئن ۱۹۸۶ در ایروان به دنیا آمد و از مدرسه شماره 125 سمبات بیورات ایروان فارغ‌التحصیل شد. وی همچنین برندهٔ جوایزی همچون جوایز آرتاوازد شده‌است.

## گزیده فیلمشناسی
از فیلم‌ها یا برنامه‌های تلویزیونی که وی در آن نقش داشته‌است می‌توان به برده عشق، قول اشاره کرد.

## یادداشت
1. ↑  ՀԹԳՄ «Արտավազդ» մրցանակ